# 皮亚诺公理
皮亚诺公理（英語：Peano axioms），也称皮亚诺公设，是意大利数学家朱塞佩·皮亚诺提出的关于自然数的五条公理系统。根据这五条公理可以建立起一阶算术系统，也称皮亚诺算术系统。

## 内容
皮亚诺的这五条公理用非形式化方法叙述如下：
1. 0是自然数；

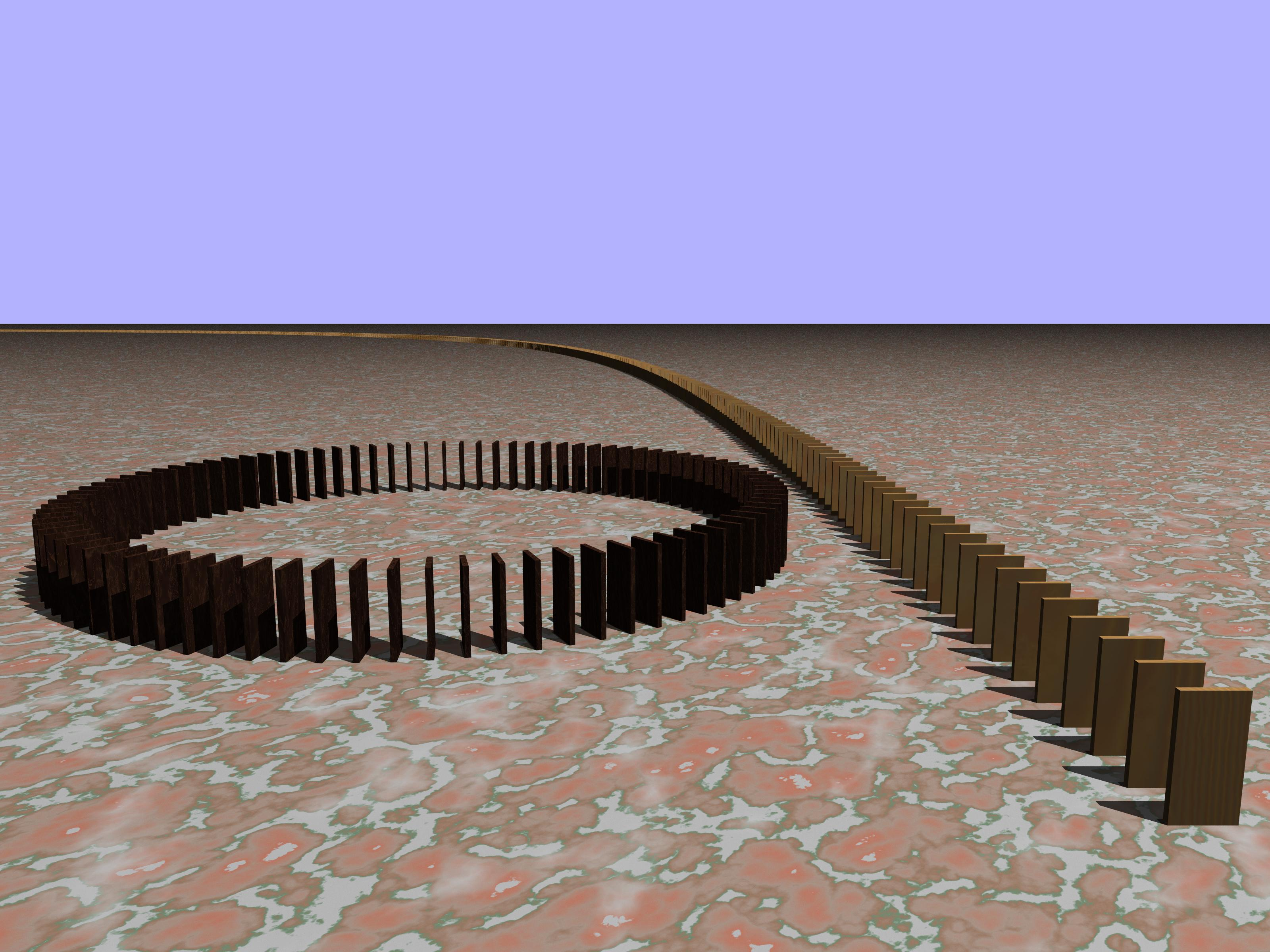
图中所示的多米诺骨牌结构（浅色最近的一块为0）符合皮亚诺的前四条公理，第五条公理则确保数学归纳法正确性，即排除与浅色不相关的深色骨牌的结构。

2. 每一个确定的自然数a，都有一个确定的后继数a'  ，a'  也是自然数；
3. 对于每个自然数b、c，b=c当且仅当b的后继数=c的后继数；
4. 0不是任何自然数的后继数；
5. 任意关于自然数的命题，如果证明：它对自然数0是真的，且假定它对自然数a为真时，可以证明对a' 也真。那么，命题对所有自然数都真。

其中，一个数的后继数指紧接在这个数后面的数，例如，0的后继数是1，1的后继数是2等等；公理5保证了数学归纳法的正确性，从而被称为归纳法原理。
若不将0视作自然数，则公理1,4,5中的“0”要换成“1”。
更正式的定义如下：
一个戴德金-皮亚诺结构为一满足下列条件的三元组（X, x, f）：
- X是一集合，x为X中一元素，f是X到自身的映射。
- x不在f的值域内。（對應上面的公理4）
- f为一单射。（對應上面的公理3）
- 若A为X的子集并满足：
  - x属于A,且
  - 若a属于A,则f（a） 亦属于A

则A = X。
正式定义可以用谓词逻辑表示如下:
戴德金-皮亚诺结构可以描述为满足所有以下条件的三元组 (S, f, e)
- {\displaystyle (e\in S)}
- {\displaystyle (\forall a\in S)(f(a)\in S)}
- {\displaystyle (\forall b\in S)(\forall c\in S)(f(b)=f(c)\implies b=c)}
- {\displaystyle (\forall a\in S)(f(a)\neq e)}
- {\displaystyle (\forall A\subseteq S)(((e\in A)\land (\forall a\in A)(f(a)\in A))\implies (A=S))}

## 皮亚诺算术
皮亚诺算术(PA)的公理:
- {\displaystyle \forall x(Sx\neq 0)}。
- {\displaystyle \forall x,y((Sx=Sy)\Rightarrow x=y)}。
- {\displaystyle (\varphi [0]\wedge \forall x(\varphi [x]\Rightarrow \varphi [Sx]))\Rightarrow \forall x(\varphi [x])}，对于在 PA 的语言中的任何公式 {\displaystyle \varphi }。
- {\displaystyle \forall x(x+0=x)}。
- {\displaystyle \forall x,y(x+Sy=S(x+y))}。
- {\displaystyle \forall x(x\cdot 0=0)}。
- {\displaystyle \forall x,y(x\cdot Sy=(x\cdot y)+x)}。

## 延伸阅读
- Buss, Samuel R. . Buss, Samuel R.  (编). . New York: Elsevier Science. 1998. ISBN 9780444898401.

- Mendelson, Elliott.  6th. Chapman and Hall/CRC. June 2015 [December 1979]. ISBN 9781482237726.

- Smullyan, Raymond M. . Dover Publications. December 2013. ISBN 978-0-486-49705-1.

- Takeuti, Gaisi.  Second. Mineola, New York. 2013. ISBN 978-0486490731.